# Іванківці (Кропивницький район)
Іва́нківці — село в Україні, у Дмитрівській сільській громаді Кропивницького району Кіровоградської області. Населення становить 1107 осіб.
Розташована на висохлому руслі річки Цибульник.

## Історія
Станом на 1886 рік у селі Глинської волості Олександрійського повіту Херсонської губернії мешкало 3025 осіб, налічувалось 551 дворове господарство, існували православна церква та школа.
За переписом 1897 року кількість мешканців зросла до 6650 осіб (4453 чоловічої статі та 2197 — жіночої), з яких 2339 — православної віри.
Під час організованого радянською владою Голодомору 1932—1933 років померло щонайменше 237 жителів села.

## Населення
Згідно з переписом УРСР 1989 року чисельність наявного населення села становила 1214 осіб, з яких 539 чоловіків та 675 жінок.
За переписом населення України 2001 року в селі мешкало 1107 осіб.

### Мова
Розподіл населення за рідною мовою за даними перепису 2001 року:
| Мова       | Відсоток |
| ---------- | -------- |
| українська | 97,56 %  |
| російська  | 1,81 %   |
| молдовська | 0,27 %   |
| білоруська | 0,09 %   |
| гагаузька  | 0,09 %   |

## Відомі особистості
В поселенні народилась:
- Демешко Інна Миколаївна (1970) — український філолог.